# Джон Карвер
Джон Вільям Карвер (англ. John William Carver, нар. 16 січня 1965, Ньюкасл-апон-Тайн) — англійський футболіст. По завершенні ігрової кар'єри — тренер.

## Ігрова кар'єра
Карвер народився в місті Ньюкасл-апон-Тайн і виріс у Круддас-парку. Карвер приєднався до футбольної школи Montagu and North Fenham Boys Club, коли йому було дев'ять років, а у 16 потрапив до академії головного клубу міста «Ньюкасл Юнайтед». Він підписав професійний контракт з клубом у січні 1983 року, але так і не дебютував за рідну команду, покинувши її у 1985 році.
Потім Карвер провів сезон у «Кардіфф Сіті», зігравши у 13 матчах, але травма стегна завершила його професійну кар'єру у віці 20 років. Згодом він грав у напівпрофесійний футбол за «Гейтсхед» з 1987 по 1990 рік. Тоді ж почав працювати тренером у Ньюкаслі, почавши в школах.

## Тренерська кар'єра

### «Ньюкасл Юнайтед»
У період з 1999 по 2004 рік Карвер був помічником тренера Боббі Робсона в «Ньюкасл Юнайтед». Після звільнення Робсона в серпні 2004 року Карвер був призначений тимчасовим головним тренером і здобув з командою перемогу над «Блекберн Роверз» з рахунком 3:0. Незважаючи на це Карвер не розглядався як тренер на постійній основі і ця посада дісталася Грему Сунесу, який вирішив запросити власний тренерський штаб, через що Карвер покинув клуб у вересні 2004 року.

### «Лідс Юнайтед»
У липні 2005 року «Лідс Юнайтед» призначив Карвера помічником тренера першої команди Кевіна Блеквелла, де Джон замінив Адріана Бутройда, який пішов з клубу, і став головним тренером «Вотфорда».
Карвер став тимчасовим головним тренеро вдруге у своїй кар'єрі після того, як Лідс звільнив Блеквелла через невдалий початок сезону 2006/07. Карвер здобув перемогу у своїй першій грі на посаді обігравши «Бірмінгем Сіті» з рахунком 3:2. Однак серія важких поразок під керівництвом Карвера, що завершилася розгромом від «Лутон Тауна» з рахунком 1:5, привела до того, що голова «Лідсу» Кен Бейтс вирішив призначити тренерський штаб «Свіндон Таун» у складі головного тренера Денніса Вайза та його помічника Густаво Пойєта, через що Карвер знову залишився без роботи і покинув «Лідс» 23 жовтня 2006 року.

### «Лутон Таун»
Кевін Блеквелл згодом став головним тренером «Лутон Таун», і знову запросив Карвера до себе у штаб помічником разом з іншим екс-тренером «Лідса» Семом Еллісом. Оскільки «Лутон» переживав серйозні фінансові труднощі, включаючи рішення адміністрації продати гравців, Карвер разом з Блеквеллом та Еллісом були звільнені у січні 2008 року.

### «Торонто»
1 лютого 2008 року Карвер став головним тренером клубу «Торонто» з Major League Soccer, а попередній головний тренер команди Мо Джонстон залишився у клубі на посаді менеджера та директора з футболу.
У квітні 2009 року MLS оштрафувала Карвера на 750 доларів за відкриту критику стандартів суддівства під час поразки проти «Далласу» 2:3. Він був відсутній на лавці під час домашньої гри з «Чівасом США» чотири дні по тому і врешті пішов у відставку 25 квітня 2009 року, за день до домашнього поєдинку команди з «Канзас-Сіті Візардс».

### «Плімут Аргайл» і «Шеффілд Юнайтед»
У грудні 2009 року Карвер був призначений помічником головного тренера Пола Марінера в клубі «Плімут Аргайл». 14 січня 2010 року він відхилив запрошення тренера «Бернлі» Браяна Лоуза приєднатися до ланкаширського клубу, вказавши як причину бажання відплатити за лояльність Марінеру та клубу.
У серпні 2010 року Карвер був призначений помічником тренера першої команди «Шеффілд Юнайтед» Гері Спіда, який грав під керівництвом Карвера, коли він був помічником тренера в «Ньюкасл Юнайтед». Після уходу Спіда з «Шеффілда», щоб стати тренером національної збірної Уельсу 14 грудня, Карвер був призначений тимчасовим головним тренером. Він покинув клуб 30 грудня 2010 року, коли Мікі Адамс був призначений новим головним тренером.

### Повернення до «Ньюкасл Юнайтед»
18 січня 2011 року «Ньюкасл Юнайтед» оголосив, що Карвер буде їхнім новим помічником тренера до кінця сезону. Головний тренер Алан Пард'ю сказав, що це була лише короткострокова угода, щоб побачити, як вони працюють разом і чи добре він працює з установкою. 25 лютого Карвер підписав новий контракт з «Ньюкаслом» терміном на п'ять з половиною років.
17 березня 2013 року офіційні особи матчу відправили Карвера на трибуни в перерві під час матчу «Ньюкасла» з «Віган Атлетик». Це сталося через його реакцію на гравця «Вігану» Каллума Макманамана після грубого підкату проти захисника «Ньюкасла» Массадіо Айдари, у результаті якого Айдара отримав травму, а Макманаман уникнув будь-якого покарання. Карвер був оштрафований на 1 000 фунтів стерлінгів і попереджений щодо його подальшої поведінки.
Після того, як в кінці 2014 року Пард'ю виявив бажання очолити «Крістал Пелес», Карвер був призначений тимчасовим головним тренером команди у наступних двох матчах «Ньюкасла» проти «Бернлі» у Прем'єр-лізі та «Лестер Сіті» в Кубку Англії. 3 січня 2015 року, після підтвердження призначення Пард'ю у «Крістал Пелес», Карвер обійняв цю посаду.
26 січня було підтверджено, що Карвер буде головним тренером до кінця сезону 2014/15. Він виграв свій перший матч 31 січня проти «Галл Сіті», але з 4 березня по 2 травня він провів серію з восьми поспіль поразок у чемпіонаті, що є клубним рекордом для «Ньюкасла» у Прем'єр-лізі. Незважаючи на такі результати, Карвер все ще вважав, що він «найкращий тренер у Прем'єр-лізі», хоча пізніше він стверджував, що його слова були вирвані з контексту ЗМІ після того, як його заява викликала масу веселощів.
В останньому турі сезону «Ньюкасл» переміг «Вест Гем Юнайтед» з рахунком 2:0, посівши підсумкове 15 місце у сезоні 2014/15. 9 червня «Ньюкасл» розірвав контракт Карвера перед оголошенням Стіва Маккларена новим головним тренером.

### «Омонія» і «Вест-Бромвіч Альбіон»
4 червня 2016 року Карвер був оголошений новим головним тренером кіпрського клубу «Омонія». 23 лютого 2017 року Карвер був звільнений клубом, коли клуб відставав від лідера та головного суперника АПОЕЛа на 12 очок у чемпіонаті Кіпру. Останньою краплею став матч чвертьфіналу Кубка Кіпру проти «Аполлона», де рефері припинив гру через натовп уболівальників «зелених», які кидали на поле петарди та ракети та закликали звільнити Карвера. У листопаді того ж року він перейшов за Аланом Пард'ю у «Вест-Бромвіч Альбіон», де працював помічником тренера до квітня 2018 року.

### Збірна Шотландії
31 серпня 2020 року було оголошено, що Джон приєднався до тренерського штабу Стіва Кларка у збірній Шотландії, замінивши Алекса Даєра, який став головним тренером «Кілмарнока».

## Статистика як головного тренера
| Клуб              | З               | По              | Результат | Результат | Результат | Результат | Результат |
| Клуб              | З               | По              | І         | В         | Н         | П         | В%        |
| ----------------- | --------------- | --------------- | --------- | --------- | --------- | --------- | --------- |
| «Ньюкасл Юнайтед» | 30 серпня 2004  | 12 вересня 2004 | 1         | 1         | 0         | 0         | 100,00    |
| «Лідс Юнайтед»    | 21 вересня 2006 | 23 жовтня 2006  | 5         | 1         | 0         | 4         | 20,0      |
| «Торонто»         | 1 лютого 2008   | 25 квітня 2009  | 40        | 12        | 12        | 16        | 30,0      |
| «Шеффілд Юнайтед» | 14 грудня 2010  | 30 грудня 2010  | 3         | 1         | 0         | 2         | 33,3      |
| «Ньюкасл Юнайтед» | 1 січня 2015    | 9 червня 2015   | 20        | 3         | 4         | 13        | 15,0      |
| «Омонія»          | 4 червня 2016   | 23 лютого 2017  | 30        | 17        | 8         | 5         | 56,7      |
| Всього            | Всього          | Всього          | 99        | 35        | 24        | 40        | 35,4      |